# یواس‌سی‌جی‌سی بوتول (دبلیواچ‌ئی‌سی-۷۱۹)
یواس‌سی‌جی‌سی بوتول (دبلیواچ‌ئی‌سی-۷۱۹) (به انگلیسی: USCGC Boutwell (WHEC-719)) یک کشتی بود که طول آن ۳۷۸ فوت (۱۱۵ متر) بود.